# Japanostrangalia dentatipennis
Japanostrangalia dentatipennis là một loài bọ cánh cứng trong họ Cerambycidae.